# Psicología del rumor
Gran parte de nuestra conversación cotidiana se compone de tráfico de rumores. Todo tema, desde la moral de nuestro vecino hasta el destino de la nación, atrae interesantes y perturbadores rumores. Siempre que hay tensión social, florece el rumor. Cuando no se dispone de datos exactos y completos sobre una cuestión, o cuando no se les da crédito, abundan los rumores. Puesto que los rumores pueden arruinar por completo la reputación de personas, desacreditar causas y socavar la moral, su manipulación es un instrumento común de propaganda.

## Factores de los que depende el rumor
Allport y Postman propusieron una proporcionalidad matemática para definir al rumor:    
(Rumor) es proporcional a (Importancia) x (Ambigüedad)
Al respecto escribieron: “Traducida en palabras, la fórmula significa que la cantidad del rumor circulante variará con la importancia del asunto para los individuos afectados, multiplicada por la ambigüedad de la prueba o testimonio tocante a dicho asunto. La relación entre importancia y ambigüedad no es aditiva sino multiplicativa, puesto que con importancia o ambigüedad igual a cero, no hay rumor”.

## Causas que lo originan
En su definitiva obra sobre el rumor, Allport y Postman señalan que un gran tráfico de rumores surge de algo tan poco complicado como el deseo de una conversación interesante y el disfrute de un chisme picante o poco usual. Sin embargo, una persona se inclina más a recordar y a extender un rumor si éste sirve para aliviar, justificar y explicar sus tensiones emocionales. La gente a quien desagradan los republicanos, que odia a los negros o teme a los comunistas, recordará y repetirá rumores dañinos para estos grupos.
El rumor cambia constantemente a medida que se extiende, ya que sus portadores lo desfiguran inconscientemente para adaptarlo a la forma que mejor ratifique sus antagonismos. Los individuos aceptan y dan pábulo a un rumor, sin someterlo a crítica alguna, si encaja en su patrón de preferencias y desagrados, o si le proporciona una explicación emocionalmente satisfactoria de algún fenómeno que les preocupe.

## Procesos asociados a la transmisión de rumores
El proceso mediante el cual se construyen las representaciones sociales tiene más que un simple parecido pasajero con la manera en que se desarrollan y comunican los rumores. Uno de los primeros estudios del rumor fue llevado a cabo por Allport y Postman (1945), quienes hallaron que si los participantes del experimento describían una fotografía a alguien que no la había visto y después esta persona se la describía a otra y así sucesivamente, solo persistía el 30% del detalle original después de 5 re-descripciones. Identificaron 3 procesos asociados con la transmisión de rumores:
1- Nivelación: el rumor se vuelve rápidamente más corto, menos detallado y menos complejo.
2- Agudización: se enfatizan y se exageran selectivamente ciertas características del rumor.        
3- Asimilación: el rumor es distorsionado de acuerdo con los prejuicios, las parcialidades, los intereses y las agendas preexistentes en la gente.
Estudios más naturalistas han hallado menos distorsión en la transmisión de rumores.

## Ansiedad y rumores
Que los rumores sean distorsionados o no, e incluso que se transmitan, parece depender del nivel de ansiedad de aquellos que escuchan el rumor. La incertidumbre y la ambigüedad aumentan la ansiedad y el estrés, lo que lleva a la gente a buscar información con la que racionalizar la ansiedad, lo que aumenta, a su vez, la difusión del rumor. Que el consiguiente rumor se distorsione o se vuelva más preciso depende de si la gente considera el rumor con una orientación crítica o acrítica. En el primer caso, el rumor se refina, mientras que en el último (que suele acompañar a una crisis), se distorsiona.

## Influencia en laeconomía
Los rumores siempre tienen una fuente, y a menudo esta fuente elabora deliberadamente el rumor por un motivo específico. El mercado de valores es un contexto perfecto para la elaboración de rumores. Al final de la década de los noventa el rumor desempeñó un papel evidente en el aumento del valor de las compañías dot com (punto com), que después colapsaron en la fusión NASDAQ a principios del año 2000.
Otro motivo para elaborar intencionalmente rumores es desacreditar a individuos o a grupos. Una organización puede difundir un rumor acerca de un competidor para debilitar su participación en el mercado, o un grupo social puede propagar un rumor para culpar a otro grupo de una crisis generalizada.

## Influencia en lapolítica
Las teorías conspirativas o del complot son teorías causales elementales y exhaustivas  que atribuyen calamidades naturales y sociales generalizadas a las actividades intencionales y organizadas de ciertos grupos sociales que se considera que forman cuerpos conspirativos para arruinar y luego dominar al resto de la humanidad. La teoría conspirativa mejor conocida es el mito de la conspiración judía, que emerge periódicamente y a menudo provoca persecución sistemática masiva.

## Influencia en la guerra
En las guerras modernas, la defensa contra el rumor en el frente interno tiene su contraparte en la ofensiva de rumores dirigida contra el enemigo. La guerra psicológica conducida por los nazis se centraba principalmente en la estrategia de “divide e impera” y la estrategia del terror. Los alemanes infectaron a los países elegidos con rumores derrotistas y terroríficos. Utilizando la radio como vehículo, los rumores se sucedían incesantemente en Polonia, Francia y los Países Bajos.
Sobre todo en campos de operaciones remotos, privados de las fuentes de noticias normales, el rumor era el único venero de “informaciones”. En un barco, los oficiales del puente de mando acaso estuvieran “al tanto”, pero el marinero quedaba a la merced de los chismes corrientes. Las tropas que aguardaban el momento de partir (¿hacia dónde?) substituían el punto de destino con el fruto de la imaginación hipersensible.